# Impressumspflicht
Der Begriff Impressumspflicht bezeichnet im deutschen Sprachraum die Pflicht, in Druckerzeugnissen und in Online-Veröffentlichungen ein Impressum zu führen. Darin werden zum Beispiel der Verlag und die Redaktion genannt. Bei Veröffentlichungen im World Wide Web spricht man von Anbieterkennzeichnung. Ebenso ist die Signatur bei E-Mails im Geschäftsverkehr gesetzlich verankert. Davon zu unterscheiden sind weitergehende Ausführungen, zum Beispiel zur Haftung oder zum Datenschutz, die als Disclaimer bezeichnet werden und deren rechtliche Wirksamkeit umstritten ist.

## Geschichte
Im Jahr 1530 führte der Reichstag im Heiligen Römischen Reich erstmals eine allgemeine Impressumspflicht im Buchwesen ein.

### Bundesrepublik Deutschland
Die wesentliche Reform der deutschen Gesetzgebung im Bereich der Information und Kommunikation erfolgte durch das Gesetz zur Regelung der Rahmenbedingungen für Informations- und Kommunikationsdienste (Informations- und Kommunikationsdienste-Gesetz – IuKDG) vom 22. Juli 1997. Das Teledienstegesetz wurde als Artikel 1 verkündet. Das Teledienstegesetz verankerte, dass jede gewerbliche wie auch geschäftsmäßige Webpräsenz im Internet eine Anbieterkennung enthalten muss. Unter den Begriff „geschäftsmäßig“ fielen auch alle stetigen, nicht-gewerblichen Angebote. 
Das alte Teledienstegesetz wurde zum 1. März 2007 durch das Telemediengesetz abgelöst, welches wiederum durch das Digitale-Dienste-Gesetz (DDG) am 14. Mai 2024 ersetzt wurde. Die Dienstleistungs-Informationspflichten-Verordnung trat am 17. Mai 2010 in Kraft.

## Recht in der Bundesrepublik Deutschland

### Bürgerliches Gesetzbuch
§ 312c BGB (Unterrichtung des Verbrauchers bei Fernabsatzverträgen) und folgende Paragraphen sowie die Verordnung über Informations- und Nachweispflichten nach bürgerlichem Recht (BGB-Informationspflichten-Verordnung – BGB-InfoV) bestimmen, dass ein Kunde sich vor Abschluss eines Fernabsatzvertrags stets über die ladungsfähige Anschrift des Unternehmers erkundigen darf.

### Telemediengesetz und Digitale-Dienste-Gesetz
Das Telemediengesetz trat zum 1. März 2007 in Kraft und legte bis zu seinem Außerkrafttreten in § 5 TMG allgemeine Informationspflichten fest. Zum 14. Mai 2024 ist das Digitale-Dienste-Gesetz (DDG) in Kraft getreten, welche die im TMG festgelegten Informationspflichten beinahe deckungsgleich übernommen hat. Diese sind nun im § 5 DDG festgelegt:
1. den Namen und die Anschrift, unter der sie niedergelassen sind, bei juristischen Personen zusätzlich die Rechtsform, den Vertretungsberechtigten und, sofern Angaben über das Kapital der Gesellschaft gemacht werden, das Stamm- oder Grundkapital sowie, wenn nicht alle in Geld zu leistenden Einlagen eingezahlt sind, der Gesamtbetrag der ausstehenden Einlagen,
2. Angaben, die eine schnelle elektronische Kontaktaufnahme und eine unmittelbare Kommunikation mit ihnen ermöglichen, einschließlich der Adresse für die elektronische Post,
3. soweit der Dienst im Rahmen einer Tätigkeit angeboten oder erbracht wird, die der behördlichen Zulassung bedarf, Angaben zur zuständigen Aufsichtsbehörde,
4. die Angabe des Handelsregisters oder ähnlicher Register, in das sie eingetragen sind, und die entsprechende Registernummer,
5. soweit der Dienst angeboten oder erbracht wird in Ausübung eines Berufs im Sinne von Artikel 1 Buchstabe d der Richtlinie 89/48/EWG des Rates vom 21. Dezember 1988 über eine allgemeine Regelung zur Anerkennung der Hochschuldiplome, die eine mindestens dreijährige Berufsausbildung abschließen (ABl. L 19 vom 24.1.1989, S. 16), oder im Sinne von Artikel 1 Buchstabe f der Richtlinie 92/51/EWG des Rates vom 18. Juni 1992 über eine zweite allgemeine Regelung zur Anerkennung beruflicher Befähigungsnachweise in Ergänzung zur Richtlinie 89/48/EWG (ABl. L 209 vom 24.7.1992, S. 25; L 17 vom 25.1.1995, S. 20), die zuletzt durch die Richtlinie 2006/100/EG (ABl. L 363 vom 20.12.2006, S. 141) geändert worden ist, Angaben über
a) die Kammer, der die Diensteanbieter angehören,
b) die gesetzliche Berufsbezeichnung und den Staat, in dem die Berufsbezeichnung verliehen worden ist,
c) die Bezeichnung der berufsrechtlichen Regelungen und die Angabe, wie diese Regelungen zugänglich sind,
6. in Fällen, in denen sie eine Umsatzsteueridentifikationsnummer nach § 27a Absatz 1 Satz 1, 2 oder 3 des Umsatzsteuergesetzes oder eine Wirtschafts-Identifikationsnummer nach § 139c Absatz 1 der Abgabenordnung besitzen, die Angabe dieser Nummer,
7. bei Aktiengesellschaften, Kommanditgesellschaften auf Aktien und Gesellschaften mit beschränkter Haftung, die sich in Abwicklung oder Liquidation befinden, die Angabe hierüber,
8. bei Anbietern von audiovisuellen Mediendiensten die Angabe
a) des Mitgliedstaats, der für sie Sitzland ist oder als Sitzland gilt sowie
b) der zuständigen Regulierungs- und Aufsichtsbehörden.

### Dienstleistungs-Informationspflichten-Verordnung
Die Dienstleistungs-Informationspflichten-Verordnung trat am 17. Mai 2010 aufgrund einer EU-Richtlinie in Kraft. Insbesondere regelt § 2:
(1) Unbeschadet weiter gehender Anforderungen aus anderen Rechtsvorschriften muss ein Dienstleistungserbringer einem Dienstleistungsempfänger vor Abschluss eines schriftlichen Vertrages oder, sofern kein schriftlicher Vertrag geschlossen wird, vor Erbringung der Dienstleistung folgende Informationen in klarer und verständlicher Form zur Verfügung stellen:
1. seinen Familien- und Vornamen, bei rechtsfähigen Personengesellschaften und juristischen Personen die Firma unter Angabe der Rechtsform,
2. die Anschrift seiner Niederlassung oder, sofern keine Niederlassung besteht, eine ladungsfähige Anschrift sowie weitere Angaben, die es dem Dienstleistungsempfänger ermöglichen, schnell und unmittelbar mit ihm in Kontakt zu treten, insbesondere eine Telefonnummer und eine E-Mail-Adresse oder Faxnummer,
3. falls er in ein solches eingetragen ist, das Handelsregister, Vereinsregister, Partnerschaftsregister oder Genossenschaftsregister unter Angabe des Registergerichts und der Registernummer,
4. bei erlaubnispflichtigen Tätigkeiten Name und Anschrift der zuständigen Behörde oder der einheitlichen Stelle,
5. falls er eine Umsatzsteuer-Identifikationsnummer nach § 27a des Umsatzsteuergesetzes besitzt, die Nummer,
6. falls die Dienstleistung in Ausübung eines reglementierten Berufs im Sinne von Artikel 3 Absatz 1 Buchstabe a der Richtlinie 2005/36/EG des Europäischen Parlaments und des Rates vom 7. September 2005 über die Anerkennung von Berufsqualifikationen (ABl. L 255 vom 30. September 2005, S. 22) erbracht wird, die gesetzliche Berufsbezeichnung, den Staat, in dem sie verliehen wurde und, falls er einer Kammer, einem Berufsverband oder einer ähnlichen Einrichtung angehört, deren oder dessen Namen,
7. die von ihm gegebenenfalls verwendeten allgemeinen Geschäftsbedingungen,
8. von ihm gegebenenfalls verwendete Vertragsklauseln über das auf den Vertrag anwendbare Recht oder über den Gerichtsstand,
9. gegebenenfalls bestehende Garantien, die über die gesetzlichen Gewährleistungsrechte hinausgehen,
10. die wesentlichen Merkmale der Dienstleistung, soweit sich diese nicht bereits aus dem Zusammenhang ergeben,
11. falls eine Berufshaftpflichtversicherung besteht, Angaben zu dieser, insbesondere den Namen und die Anschrift des Versicherers und den räumlichen Geltungsbereich.[3]

### Presserecht
Die Landespressegesetze verlangen für bestimmte Erzeugnisse die Angabe des presserechtlich Verantwortlichen im Impressum. Zum Beispiel fordert § 8 des Landespressegesetzes Nordrhein-Westfalen:
Der Rundfunkstaatsvertrag (RStV) erweiterte diese Bestimmungen auch für allgemeine Anbieter, die keinen Teledienst im engeren Sinn betreiben (§ 55 Abs. 1):
Hierbei ist etwa die Einstellung von Meinungsäußerungen in Foren nicht kennzeichnungspflichtig. In diesen Fällen sei über den Plattformanbieter sichergestellt, dass die schutzwürdigen Belange der Beteiligten gewahrt werden können. Eine Kennzeichnungspflicht würde ansonsten dazu führen, dass die Kommunikation unterbliebe ähnlich wie bei einem Klarnamenszwang im Internet.
Wie sich aus § 55 Abs. 1 RStV ergab, traf einen Anbieter somit nur dann keine Impressumspflicht, und er konnte seine Webseite völlig anonym ins Internet stellen, wenn sein Angebot ausschließlich persönlichen oder familiären Zwecken dient. Hierunter zählten insbesondere Inhalte, die passwortgeschützt waren und deren Passwort nur an Bekannte und Verwandte weitergegeben wurde, Inhalte aus dem engsten persönlichen Lebensbereich, bei denen ein berechtigtes Interesse Dritter an der Identität des Websitebetreibers nicht existierte oder wenn der Erfassung der Webseite durch Suchmaschinen in Metatags oder in einer robots.txt-Datei widersprochen wurde und der Inhalt dem persönlichen Bereich entstammte.
Am 7. November 2020 wurde der Rundfunkstaatsvertrag durch den Medienstaatsvertrag (MStV) abgelöst, der ähnliche Vorgaben zur Impressumspflicht enthält (§ 18 Abs. 2 MStV):
1. seinen ständigen Aufenthalt im Inland hat,
2. die Fähigkeit, öffentliche Ämter zu bekleiden, nicht durch Richterspruch verloren hat,
3. unbeschränkt geschäftsfähig ist und
4. unbeschränkt strafrechtlich verfolgt werden kann.

### Grundsatzentscheidungen
Die Verlinkung und der Inhalt des Impressums war immer wieder Gegenstand von gerichtlichen Verfahren:
- Das Oberlandesgericht Koblenz entschied am 25. April 2006[6] vor dem Hintergrund des Teledienstegesetzes, dass das Weglassen der zuständigen Aufsichtsbehörde keinen Verstoß darstellt, der nach dem Wettbewerbsrecht verfolgt werden könne, da es sich – nach Ansicht des Gerichts – um eine Bagatellverfehlung handele. Diese Entscheidung ist im Licht der UGP-Richtlinie 2005/29/EG allerdings nicht mehr haltbar: Art. 7 Abs. 5 der UGP-Richtlinie legt nämlich fest, dass eine Irreführung durch Unterlassen von Informationen immer dann vorliegen muss, wenn im Gemeinschaftsrecht festgelegte Informationsanforderungen in der Kommunikation nicht beachtet werden. Von dieser Regelung darf auch nicht in nationalem Recht abgewichen werden, da die Richtlinie Vollharmonisierung bezweckt.[7] Die Regelung wurde daher Ende 2008 in § 5a Abs. 4 UWG umgesetzt. Die Pflicht zur Nennung der Aufsichtsbehörde in der Anbieterkennzeichnung ergibt sich wiederum aus der E-Commerce-Richtlinie 2000/31/EG. Für einen „Bagatellverstoß“ ist daher kein Raum mehr.
- In einer Grundsatzentscheidung des Bundesgerichtshofs vom 20. Juli 2006[8] wurde entschieden, dass es grundsätzlich ausreicht, wenn die Anbieterkennzeichnung über zwei Links (in diesem Fall: „Kontakt“ und „Impressum“) erreichbar ist.
- Der Europäische Gerichtshof entschied mit Urteil vom 16. Oktober 2008[9], dass eine Telefonnummer nicht zwingend im Impressum eines Telemediendienstes angegeben werden muss. Es sei allerdings eine zweite Kontaktmöglichkeit anzugeben, die es ermöglicht, „schnell mit dem Diensteanbieter Kontakt aufzunehmen und unmittelbar und effizient mit ihm zu kommunizieren“.[10] Eine „elektronische Anfragemaske“, über die innerhalb einer Stunde Anfragen beantwortet werden, erfülle diese Bedingung.
- Mit seinem Urteil vom 15. Dezember 2010 entschied das Landgericht Düsseldorf, dass sogenannte „Baustellen-Seiten“ ebenfalls kein Impressum brauchen. In dem Fall bestand der Internetauftritt lediglich aus einer einzigen Seite mit einem Hinweis, dass die Internetseite überarbeitet werde, und verwies den Besucher darauf, die Internetseite später zu besuchen. Die Richter stellten fest, dass „der Internetauftritt zu diesem Zeitpunkt nicht den Zweck der Verfolgung wirtschaftlicher Interessen“ hatte und somit keine Impressumspflicht gemäß § 5 Abs. 1 TMG besteht.[11] Die Entscheidung des LG Düsseldorf begegnete dabei erheblichen Bedenken und es wurde Berufung eingelegt, die nach einem richterlichen Hinweis des Oberlandesgericht Düsseldorf zurückgenommen wurde. Dem gegenüber entschied das Landgericht Aschaffenburg im Urteil vom 3. April 2012 (AZ. 2 HK O 14/12), dass die Impressumspflicht auch für im Aufbau befindliche Internetseiten gilt, sofern der Internetauftritt bereits den Zweck hat, wirtschaftliche Interessen zu verfolgen.[12]
- Bei einem gewerblich betriebenen Profil auf Facebook reicht es nicht aus, unter dem Reiter „Info“ auf die eigene Homepage zu verlinken, wo das Impressum abrufbar ist (OLG Düsseldorf, Urteil vom 13. August 2013, Az. I-20 U 75/13).[13]
- Es ist noch offen, wie das Impressum eines Benutzers bei XING rechtskonform gestaltet werden kann, das Urteil des Landgerichtes Stuttgart vom Juli 2014 zeigt dies auf.[14] In der rechtswissenschaftlichen Literatur wird jedoch davon ausgegangen, dass Arbeitnehmer – anders als Selbstständige, wie z. B. Rechtsanwälte oder Steuerberater – regelmäßig nicht der Impressumspflicht unterliegen.[15]

### Ordnungswidrigkeiten und Zuständigkeiten
Eine Verletzung der Impressumspflicht kann neben wettbewerbsrechtlichen Folgen wie Abmahnung auch ein Ordnungswidrigkeitenverfahren mit Bußgeld bis zu 50.000 Euro nach sich ziehen (§ 33 DDG,§ 115 MStV). Die Zuständigkeit für die Verfolgung dieser Delikte ist in den Bundesländern wie folgt geregelt:
- Baden-Württemberg: Landesanstalt für Kommunikation Baden-Württemberg
- Bayern: Bayerische Landeszentrale für neue Medien
- Berlin: Bezirke von Berlin (für DDG) / Medienanstalt Berlin-Brandenburg (für MStV)
- Brandenburg: Ministerium für Wirtschaft, Arbeit und Energie des Landes Brandenburg (für DDG) / Medienanstalt Berlin-Brandenburg (für MStV)
- Bremen: Bremische Landesmedienanstalt
- Hamburg: Medienanstalt Hamburg/Schleswig-Holstein
- Hessen: Medienanstalt Hessen
- Mecklenburg-Vorpommern: Medienanstalt Mecklenburg-Vorpommern
- Niedersachsen: Niedersächsisches Landesamt für Verbraucherschutz und Lebensmittelsicherheit (Druckerzeugnisse) Niedersächsische Landesmedienanstalt (Telemedien)
- Nordrhein-Westfalen: Landesanstalt für Medien Nordrhein-Westfalen
- Rheinland-Pfalz: Medienanstalt Rheinland-Pfalz
- Saarland: Landesmedienanstalt Saarland
- Sachsen: Sächsische Landesanstalt für privaten Rundfunk und neue Medien
- Sachsen-Anhalt: Medienanstalt Sachsen-Anhalt
- Schleswig-Holstein: Medienanstalt Hamburg/Schleswig-Holstein
- Thüringen: Thüringer Landesmedienanstalt

## Recht in Österreich
In Österreich sind die Informationspflichten für Anbieter von Inhalten auf Internetseiten in § 5 des E-Commerce-Gesetzes (ECG) geregelt:
1. seinen Namen oder seine Firma;
2. die geografische Anschrift, unter der er niedergelassen ist;
3. Angaben, auf Grund deren die Nutzer mit ihm rasch und unmittelbar in Verbindung treten können, einschließlich seiner elektronischen Postadresse;
4. sofern vorhanden, die Firmenbuchnummer und das Firmenbuchgericht;
5. soweit die Tätigkeit einer behördlichen Aufsicht unterliegt, die für ihn zuständige Aufsichtsbehörde;
6. bei einem Diensteanbieter, der gewerbe- oder berufsrechtlichen Vorschriften unterliegt, die Kammer, den Berufsverband oder eine ähnliche Einrichtung, der er angehört, die Berufsbezeichnung und den Mitgliedstaat, in dem diese verliehen worden ist, sowie einen Hinweis auf die anwendbaren gewerbe- oder berufsrechtlichen Vorschriften und den Zugang zu diesen;
7. sofern vorhanden, die Umsatzsteuer-Identifikationsnummer.
(2) Sofern in Diensten der Informationsgesellschaft Preise angeführt werden, sind diese so auszuzeichnen, dass sie ein durchschnittlich aufmerksamer Betrachter leicht lesen und zuordnen kann. Es muss eindeutig erkennbar sein, ob die Preise einschließlich der Umsatzsteuer sowie aller sonstigen Abgaben und Zuschläge ausgezeichnet sind (Bruttopreise) oder nicht. Darüber hinaus ist auch anzugeben, ob Versandkosten enthalten sind.
Als „sonstige Informationspflichten“ sind § 24 Abs. 4 und § 25 MedienG sowie § 14 Abs. 1 UGB (Unternehmensgesetzbuch) zu erwähnen. § 14 Abs. 1 UGB bezieht sich neben Webseiten auch auf „alle Geschäftsbriefe und Bestellscheine, die auf Papier oder in sonstiger Weise an einen bestimmten Empfänger gerichtet sind“ und gilt daher insbesondere auch für E-Mails.
Die Umsatzsteuer-Identifikationsnummer besteht aus einem Ländercode und 8 bis 12 Ziffern, z. B.: AT U 12345678.
Sanktioniert wird die Missachtung der Impressumspflichten vom österreichischen Gesetzgeber als Verwaltungsübertretung, die mit einer Geldstrafe bedroht ist und von den Bezirksverwaltungsbehörden geahndet wird. Außerdem besteht die Gefahr, dass ein Mitbewerber einen Unterlassungsanspruch durchzusetzen versucht, etwa wenn der Diensteanbieter eine unvollständige Telefonnummer aufführt oder eine solche, die keinen Kontakt zum Diensteanbieter vermittelt. Außerdem besteht die Gefahr, dass bestimmte Verbraucherschutzverbände im Wege der sogenannten Verbandsklage einen Unterlassungsanspruch durchsetzen könnten.
Zugleich empfiehlt es sich, auch beim Impressum die Barrierefreiheit zugunsten älterer oder körperlich behinderter Menschen zu beachten.

## Recht in der Schweiz
In der Schweiz besteht nach Art. 322 Strafgesetzbuch eine Impressumspflicht für Zeitungen und Zeitschriften. Diese müssen „in einem Impressum den Sitz des Medienunternehmens, namhafte Beteiligungen an anderen Unternehmungen sowie den verantwortlichen Redaktor angeben.“ Bücher brauchen in der Schweiz gemäß Art. 322 des Strafgesetzbuches kein Impressum.
Ab 1. April 2012 wurde die Impressumspflicht auf bestimmte Webseiten ausgedehnt. In Anlehnung an die europäische Richtlinie über den elektronischen Geschäftsverkehr (2000/31/EG) schreibt Art. 3 Bundesgesetz gegen den unlauteren Wettbewerb (UWG) ab diesem Datum vor, dass wer „Waren, Werke oder Leistungen im elektronischen Geschäftsverkehr anbietet“, dabei „klare und vollständige Angaben über seine Identität und seine Kontaktadresse einschliesslich derjenigen der elektronischen Post“ machen muss.

## EU
Basis für die Umsetzung in den Mitgliedstaaten ist die Richtlinie 2000/31/EG über bestimmte Aspekte des elektronischen Geschäftsverkehrs im Binnenmarkt (Richtlinie über den elektronischen Geschäftsverkehr).